# Ыджыдвож (приток Чукли)
Ыджыдвож или Ыджидвож (коми-перм. Ыджыд-Вож — большой приток) — река в Пермском крае России, протекает по территории Усть-Черновского и Серебрянского сельских поселений в западной части Гайнского района. Правый приток реки Чукля.

## Этимология
Гидроним Ыджыдвож этимологически связан со словами на коми-пермяцком языке: ыджыд — большой, и вож — приток; ветвь; ответвление.

## География и гидрология
Длина реки составляет 10 километров.
Начало берёт из небольшого болота в лесной местности на востоке Серебрянского сельского поселения у границы Усть-Черновского сельского поселения. Первые 3,5 км от истока течёт по территории Серебрянского сельского поселения, преимущественно на север. Дальше около 2 км течёт на северо-запад, затем поворачивает на юго-запад после чего делает плавный изгиб в северо-восточном направлении и впадает в Чуклю по правому берегу в 6,1 километрах от её устья. На всём протяжении течёт по лесной, большей частью болотистой местности с преобладанием ели, сосны и берёзы.

## Данные водного реестра
По данным государственного водного реестра России относится к Камскому бассейновому округу, в котором принадлежит к речному подбассейну «Кама до Куйбышевского водохранилища (без бассейнов рек Белой и Вятки)»
В разделе Водопользование государственного водного реестра, Ыджыдвож перечислен в подразделе «Водохозяйственный участок реки Кама от истока до водомерного поста у села Бондюг (Кама)».
Код объекта в государственном водном реестре — 10010100112111100001549.